# Штойбер, Эдмунд
Э́дмунд Рю́дигер Што́йбер (нем. Edmund Stoiber; род. 28 сентября 1941, Обераудорф) — германский политик, бывший председатель партии ХСС и премьер-министр Баварии.

## Биография
После окончания средней школы служил в горной дивизии. Изучал право и политические науки в Мюнхенском университете Людвига-Максимилиана и в Высшей школе политических наук.
Работал научным сотрудником в Институте по уголовному праву и Острехте в Регенсбургском университете.
С 1971 года на службе в Государственном министерстве Баварии по делам регионального развития и окружающей среды.
С 1972 по 1974 год — личный помощник государственного министра и руководитель отдела министерства.
С 1974 года — депутат Баварского ландтага.
С 1978 по 1983 год — генеральный секретарь ХСС.
С 1982 по 1986 год — государственный секретарь и руководитель баварской государственной канцелярии.
С 1986 по 1988 год — государственный министр и руководитель баварской государственной канцелярии.
С 1988 по 1993 год — государственный министр внутренних дел Баварии,
С 28 мая 1993 по 30 сентября 2007 года — премьер-министр Баварии.
C 1 ноября 1995 по 1 ноября 1996 года — председатель Бундесрата.
С января 1999 года до конца сентября 2007 года — Председатель ХСС, после — Почётный председатель правления ХСС.
В 2002 году был выдвинут кандидатом на пост федерального канцлера Германии от блока партий ХДС/ХСС, но проиграл на выборах в Бундестаг кандидату от СДПГ Герхарду Шрёдеру.

## Награды
- Большой крест 1 степени ордена «За заслуги перед Федеративной Республикой Германия» (2004 год)
- Баварский орден «За заслуги» (1984 год)
- Большой крест ордена «За заслуги перед Итальянской Республикой» (21 марта 2006 года)[1]
- Большой крест 1 степени ордена «За заслуги перед Австрийской Республикой» (2005 год)
- Командор ордена Почётного легиона (Франция, 2002 год)
- Офицер Национального ордена Квебека (Квебек, Канада, 2003 год)
- Золотой Почётный знак Верхней Австрии (Верхняя Австрия, Австрия, 2007 год)
- Знак отличия «За заслуги перед Москвой» (Москва, Россия, 16 октября 2006 года) — за большой личный вклад в развитие экономического сотрудничества и укрепление партнёрских отношений между Москвой и федеральной землёй Бавария[2]

## Семья
Женат, трое детей.
- Дочь Э. Штойбера Вероника Засс (урожд. Штойбер) окончила Констанцский университет и в 2008 году там же защитила докторскую диссертацию по специальности «право». Вследствие потрясшей немецкое общество аферы с плагиатом бывшего министра обороны ФРГ Карла цу Гуттенберга, диссертационная работа Вероники также оказалась в ряду диссертаций, попавших под подозрение. Значительная часть её диссертации оказалась плагиатом, скопированным из работ других авторов, публикаций СМИ, а также Википедии. 10 мая 2011 года Констанцский университет лишил дочь Э. Штойбера степени и звания доктора права[3].